# Ouro Verde (Santa Catarina)
Ouro Verde es un municipio brasileño del estado de Santa Catarina. Tiene una población estimada al 2022 de 2 181 habitantes. Pertenece a la Región metropolitana del Extremo Oeste.

## Toponimia
El nombre Ouro Verde, del portugués para "Oro Verde", fue dado por los pobladores debido a la gran cantidad de pinos y yerba mate en el lugar.

## Historia
La localidad fue colonizada en la década de 1940 por familias de Río Grande del Sur y el valle del Río do Peixe. Atraídos por la cantidad de pinos en el lugar, instalaron aserraderos. Fue creado el distrito de Ouro Verde en 1959. subordinado al municipio de Abelardo Luz. Fue elevado a municipio el 9 de enero de 1992.